# 1292 هـ
1292 هـ هي سنة في التقويم الهجري امتدت مقابلةً في التقويم الميلادي بين سنتي 1875 و1876.

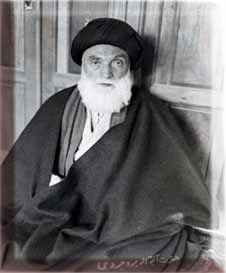
حسين البروجردي

## أحداث
- الأمير محمد بن فيصل بن تركي يتنازل عن ولاية العهد بعد بقائه 10سنوات في هذا المنصب.
- الأمام عبد الرحمن بن فيصل يتولى منصب ولاية العهد، بينما يتولى أخوه عبد الله الأمامة.
- الأمير محمد بن فيصل بن تركي يتقاعد عن العمل.
- الأمير محمد بن فيصل بن تركي يغادر الرياض إلى الكويت ويستقر هناك.
- الأمير جلوي بن تركي يقوم بزيارة إلى عنيزة ثم يعود إلى الرياض.
- وفاة الأمير جلوي بن تركي عن عمر ناهز 60عاما.
- الأمام عبد الله بن فيصل يآمر بنقل الأمير جلوي بن تركي إلى مديرية الحكم ليلقي النظر الأخير.
- الأمام عبد الله بن فيصل يأمر بنقل الأمير جلوي بن تركي من مديرية الحكم إلى جامع الرياض الكبير.
- تمت الصلاة على الأمير جلوي بن تركي في الرياض ودفنه في مقبرة العود.

## مواليد
- إبراهيم أطيمش
- لبيبة أحمد
- معروف الرصافي
- الأمير تركي بن عبد الرحمن بن فيصل الأبن الرابع للأمام عبد الرحمن بن فيصل.
- أحمد الإسكندري
- أنور شاه الكشميري
- إينو ليتمان
- جورج جراف
- حامد رضا خان
- شبلي ملاط
- عبد الحسين الرشتي
- عبد الله بن خلف الدحيان
- كفاية الله الدهلوي
- محمد كاظم الشيرازي
- نورة بنت عبد الرحمن بن فيصل آل سعود

### صفر
- 15 صفر - حسين البروجردي عالم دين وفقيه ومرجع شيعي إيراني.

## وفيات
- أبو القاسم الزنجاني
- جلوي بن تركي بن عبد الله بن محمد آل سعود
- لوي-بيير-أوجين سديو